# Jenő Ádám
Jenő Ádám (hongarès: Ádám Jenő)  (Szigetszentmiklós, 12 de desembre de 1896 - Budapest, 15 de maig de 1982) va ser compositor, mestre de cor, professor de música i col·leccionista de cançons populars guanyador del premi Kossuth.

## Biografia
Era fill de l'oficial de policia István Ádám i Aranka Ónodi. Durant la Primera Guerra Mundial, va organitzar una banda i un cor mentre era presoner de guerra rus, i va fundar una escola de música a Tàtarsk. En tornar a casa, va ser estudiant de composició de Zoltán Kodály a l'Acadèmia de Música, i el 1933 va obtenir el títol de direcció i direcció a Berlín, com a alumne de Felix Weingartner. El 27 de juliol de 1929 es va casar amb la professora Olga Rőhmer.
Del 1929 al 1959, fins a la seva jubilació, va ser professor a l'Acadèmia de Música Ferenc Liszt. Des del primer moment, va considerar que el cant escolar i l'educació musical eren extremadament importants Des del 1933 fins al 1959, va ser el cap del departament de formació de professors de cant i música del batxillerat i el cap del departament d'òpera i del departament principal de cant. Va dirigir el cor de la universitat durant dues dècades. Va impartir classes de música popular, solfeig, solfeig, metodologia, cant de cambra, literatura de cançons. Va tenir un paper clau en el desenvolupament i la implementació del "Mètode Kodály". A la seva principal obra pedagògica, "Methodical Singing Teaching", publicada l'any 1944, ja va incloure el mètode que després es va estendre arreu del món com a mètode Kodály (Jenő Ádám l'anomenava "mètode hongarès"). Com a publicació important cal esmentar la sèrie de llibres de text de cant escrits entre 1947 i 1948 per a tota l'educació primària (graus I-VIII) juntament amb Kodály.
Un àmbit important de la seva activitat va ser també la seva tasca com a conreador del folk i divulgador musical. Des de finals de la dècada de 1930, va donar conferències sobre aquest tema a la ràdio en moltes localitats del país, i a partir de 1958 es va convertir en un presentador d'alfabetització musical popular a nivell nacional a través de la seva sèrie de conferències televisives. Fins i tot després de la seva jubilació, no va aturar la seva feina, les seves actuacions van ser memorables fins i tot entre els hongaresos a Amèrica. El mateix Kodály va valorar la seva capacitat en aquest camp: “afortunadament, combina la més alta formació musical amb l'experiència directa de la pràctica de l'escola folklòrica”.
Durant la seva feina com a compositor, es va inspirar principalment en la música popular, però les seves obres de música d'església també són importants en la seva obra. La seva tasca com a compositor va abastar un ampli ventall d'àmbits: obres orquestrals i de cambra, cançons, acompanyament escènic i cinematogràfic, obres corals, etc. L'any 1955 es va convertir en Artista Merit, i dos anys més tard va rebre el Premi Kossuth.

## La seva memòria
- La seva obra és commemorada per la Casa Memorial Ádám Jenő al seu poble natal Szigetszentmiklós, el seu bust davant de l'Escola de Música[3] i la seva tomba al cementiri públic.
- Una placa commemora el fet que va viure durant dècades a Budapest, districte XII, a Krisztinaváros, a Moskva tér 14.
- Diverses escoles (de música) porten el seu nom a tot el país, un relleu de bronze a Budapest també anuncia la seva memòria (obra de Hargita Mecseki)

## Premis i reconeixements
- Artista meritori (1955)
- Premi Kossuth (1957)
- Premi Patrimoni Hongarès (2002) /pòstumament/

## Les seves principals obres
Obres musicals
- Ez a mi földünk (1923)
- Magyar Karácsony (1929)
- Mária Veronika (1937)
- Panasz és ünnepség (1941)

Obres orquestrals
- Dominica (Suite, 1925)
- Európa (1939)

Obres corals amb orquestra
- Ember az úton
- Szimfonikus freskók (1945)

Música de cambra
- 2 vonósnégyes (1924, 1930)
- Arany János dalai (1951)

Altres obres musicals
Számos kórusmű, színpadi kísérőzenék, dalok, népdalfeldolgozások, hat film zenéje.
Llibres
- A skálától a szimfóniáig. Turul könyvkiadó, Budapest, 1943
- Módszeres énektanítás a relatív szolmizáció alapján. Turul könyvkiadó, Budapest, 1944
- Sobre la música. Editio Musica Budapest Music Publisher, Budapest, 1954
- Cançoner Szó–Mi (coautor: Zoltán Kodály). Budapest, 1943–1946